# SeaTac
SeaTac és una població dels Estats Units a l'estat de Washington. Segons el cens del 2000 tenia 25.496 habitants.

## Demografia
Segons el cens del 2000, SeaTac tenia 25.496 habitants, 9.708 habitatges, i 5.960 famílies. La densitat de població era de 988,4 habitants per km².
Dels 9.708 habitatges en un 30,7% hi vivien nens de menys de 18 anys, en un 42,8% hi vivien parelles casades, en un 12,4% dones solteres, i en un 38,6% no eren unitats familiars. En el 30,2% dels habitatges hi vivien persones soles el 6,8% de les quals corresponia a persones de 65 anys o més que vivien soles. El nombre mitjà de persones vivint en cada habitatge era de 2,53 i el nombre mitjà de persones que vivien en cada família era de 3,17.
Per edats la població es repartia de la següent manera: un 24,4% tenia menys de 18 anys, un 10,2% entre 18 i 24, un 34,5% entre 25 i 44, un 21,2% de 45 a 60 i un 9,7% 65 anys o més.
L'edat mediana era de 34 anys. Per cada 100 dones de 18 o més anys hi havia 111,8 homes.
La renda mediana per habitatge era de 41.202 $ i la renda mediana per família de 47.630 $. Els homes tenien una renda mediana de 34.396 $ mentre que les dones 28.984 $. La renda per capita de la població era de 19.717 $. Aproximadament el 9,8% de les famílies i l'11,5% de la població estaven per davall del llindar de pobresa.

## Poblacions més properes
El següent diagrama mostra les poblacions més properes.